# Iran Air Flight 655
Iran Air Flight 655 var en civil Iran Air-flygning från Teheran till Dubai som sköts ner av amerikanska flottans robotkryssare USS Vincennes den 3 juli 1988. Händelsen ägde rum i iranskt luftrum, ovanför Irans territorialvatten i Persiska viken, och på den flygningens vanliga flygväg. Flygplanet, en Airbus A300 B2-203, förstördes av luftvärnsrobotar av typen SM-2MR som avfyrades från Vincennes.
Alla 290 ombord, däribland 66 barn och 16 besättningsmedlemmar, dog. Denna händelse rankas som den sjunde dödligaste flygplansangreppet någonsin, på tionde plats om man inkluderar 11 september-attackerna, som inkluderade dödsoffer på marken. Vincennes hade gått in i iranskt territorialvatten sedan en av deras helikoptrar hade mottagit varningseld från iranska motorbåtar verksamma inom den iranska territorialgränsen. Enligt den iranska regeringen, sköt Vincennes av oaktsamhet ner det civila flygplanet: trafikflygplanet sände IFF-signaler i läge III (inte läge II som används av iranska militärplan), en signal som identifierade det som en civil farkost.
Enligt USA:s regering identifierade besättningen felaktigt det iranska flygplanet som ett attackerande F-14A Tomcat-stridsflygplan, ett plan som tillverkats i USA och opererades vid den aktuella tidpunkten endast av två styrkor i världen, den amerikanska flottan och Islamska republiken Irans flygvapen. Medan de iranska F-14-planen hade levererats av tillverkaren Grumman i en luft-till-luft-konfiguration endast på 1970-talet, hade besättningen på Vincennes blivit informerade vid inträdet i regionen att de iranska F-14-planen bar vapen som frifallande bomber samt Maverick-robotar och ostyrda attackrobotar.
Händelsen genererade en hel del kontroverser och kritik mot USA. Vissa analytiker beskyllde Vincennes kapten för vårdslöst och aggressivt beteende i en spänd och farlig miljö.
USA:s regering gav ingen formell ursäkt till Iran. År 1996 nådde USA och Iran en uppgörelse i Internationella domstolen i Haag som inkluderade uttalandet "...USA erkänner flygincidenten den 3 juli 1988 som en fruktansvärd mänsklig tragedi och uttrycker djup ånger över förlusten av liv som orsakats av incidenten...". Som en del av uppgörelsen, erkände USA inte juridiskt ansvar, men gick med på att betala på en ex gratia-ersättning på $61 800 000 amerikanska dollar, som uppgick till $213 103,45 amerikanska dollar per passagerare, i skadestånd till de anhöriga till de iranska offren.
Iran Air använder fortfarande flygnummer IR655 på rutten Teheran-Dubai som ett minnesmärke över offren.